# دامینیک مانهن
دامینیک برنارد پاتریک لوک مانَهَن (به انگلیسی: Dominic Bernard Patrick Luke Monaghan) (زاده ۸ دسامبر ۱۹۷۶) بازیگر انگلیسی است. او توجه بین‌المللی را با بازی در نقش مری در فیلم ارباب حلقه‌ها ساخته پیتر جکسون و نقش چارلی پیس در مجموعه لاست به خود جلب کرد. او همچنین نقش دکتر سیمون کمپوس را در مجموعه فلش فوروارد به عهده دارد.
او در فیلم آخرین نگاه‌ها و سربازان ثروت بازی کرده‌است.